# Porsha Harris
Porsha Jenise Harris (ur. 21 grudnia 1990) – amerykańska koszykarka występująca na pozycji skrzydłowej.

## Osiągnięcia
Stan na 19 listopada 2016, na podstawie, o ile nie zaznaczono inaczej..
College
- Mistrzyni NJCAA (2010)[2]
- Uczestniczka rozgrywek Elite Eight NAIA (2014)

Drużynowe
- Finalistka Eurobasket Summer League w Atlancie (2016)

Indywidualne
- Zaliczona do (przez eurobasket.com):
  - III składu TKBL (2016)[3]
  - najlepszych zawodniczek zagranicznych tureckiej II ligi (2015)[2]
  - Honorable Mention II ligi tureckiej TKB2L (2015)[2]